# This Is Us Tour
This Is Us Tour là chuyến lưu diễn thứ tám của ban nhạc nam người Mỹ Backstreet Boys. Chuyến lưu diễn này nhằm quảng bá cho album phòng thu thứ 7 của họ, This Is Us. Chuyến lưu diễn đi qua châu Âu, châu Á, Australasia và châu Mỹ. Chuyến lưu diễn được bắt đầu từ khu vực châu Âu vào mùa thu năm 2009 và sẽ kết thúc ở Nam Mỹ vào đầu năm 2011. Đây là chuyến lưu diễn thứ hai mà nhóm biểu diễn với đội hình 4 thành viên.

## Mở màn
- Ricki-Lee Coulter (Úc)[2]
- J. Williams (New Zealand)[3]
- Mindless Behavior (Bắc Mỹ) (chỉ một số)[4]

## Danh sách bài hát
1. "Countdown" (Video Introduction)
2. "Everybody (Backstreet's Back)"
3. "We've Got It Goin' On"
4. "PDA"
5. "Quit Playing Games (With My Heart)"
6. "As Long as You Love Me"
7. "Howie: The Fast and the Furious" (Video Interlude)
8. "This Is Us"
9. "Show Me the Meaning of Being Lonely"
10. "All I Have to Give"
11. "She's a Dream"
12. "I'll Never Break Your Heart"
13. "A.J.: Fight Club" (Video Interlude)
14. Medley: "The Call" / "The One" / "Shape of My Heart" / "I Want It That Way"
15. "Bigger"
16. "Brian: Enchanted" (Video Interlude)
17. "More than That"
18. "Undone"
19. "Incomplete"
20. "Nick: The Matrix" (Video Interlude)
21. "Larger Than Life"
22. "All of Your Life (You Need Love)"
23. "Bye Bye Love"

Encore
1. "Straight Through My Heart"

1. "Countdown" (Video giới thiệu)
2. "Everybody (Backstreet's Back)"
3. "We've Got It Goin' On"
4. "PDA"
5. "As Long as You Love Me" (contains excerpts from "Quit Playing Games (With My Heart)")
6. "Howie: The Fast and the Furious" (Video Interlude)
7. "This Is Us"
8. "Show Me the Meaning of Being Lonely"
9. "All I Have to Give"
10. "She's a Dream"
11. "I'll Never Break Your Heart"
12. "A.J.: Fight Club" (Video Interlude)
13. Medley: "The Call" / "The One"
14. "Bigger" (contains elements of "True")
15. "Shape of My Heart"
16. "Brian: Enchanted" (Video Interlude)
17. "More Than That"
18. "Undone"
19. "Incomplete"
20. "Nick: The Matrix" (Video Interlude)
21. "Larger Than Life" (contains elements of "Seven Nation Army")
22. "All of Your Life (You Need Love)"
23. "Bye Bye Love"
24. "If I Knew Then"
25. "I Want It That Way"

Encore
1. "Straight Through My Heart"

## Lịch diễn
| Ngày                 | thành phố             | quốc gia                             | Địa điểm                                     |
| -------------------- | --------------------- | ------------------------------------ | -------------------------------------------- |
| Châu Âu              |                       |                                      |                                              |
| 30 tháng 10 năm 2009 | Lisbon                | Bồ Đào Nha                           | Pavilhão Atlântico                           |
| 31 tháng 10 năm 2009 | Madrid                | Tây Ban Nha                          | Palacio Vistalegre                           |
| 3 tháng 11 năm 2009  | Newcastle             | Anh                                  | Metro Radio Arena                            |
| 4 tháng 11 năm 2009  | Manchester            | Anh                                  | Manchester Evening News Arena                |
| 7 tháng 11 năm 2009  | Glasgow               | Scotland                             | Scottish Exhibition and Conference Centre    |
| 8 tháng 11 năm 2009  | Birmingham            | Anh                                  | LG Arena                                     |
| 9 tháng 11 năm 2009  | Liverpool             | Anh                                  | Echo Arena Liverpool                         |
| 10 tháng 11 năm 2009 | Luân Đôn              | Anh                                  | The O2 Arena                                 |
| 12 tháng 11 năm 2009 | Belfast               | Bắc Ireland                          | Odyssey Arena                                |
| 13 tháng 11 năm 2009 | Dublin                | Ireland                              | The O2                                       |
| 15 tháng 11 năm 2009 | Rotterdam             | Hà Lan                               | Ahoy Rotterdam                               |
| 16 tháng 11 năm 2009 | Oberhausen            | Đức                                  | König Pilsener Arena                         |
| 17 tháng 11 năm 2009 | Zürich                | Thụy Sĩ                              | Hallenstadion                                |
| 18 tháng 11 năm 2009 | München               | Đức                                  | Zenith München                               |
| 20 tháng 11 năm 2009 | Antwerp               | Bỉ                                   | Lotto Arena                                  |
| 22 tháng 11 năm 2009 | Frankfurt             | Đức                                  | Jahrhunderthalle                             |
| 23 tháng 11 năm 2009 | Berlin                | Đức                                  | O2 World                                     |
| 24 tháng 11 năm 2009 | Milan                 | Ý                                    | PalaSharp                                    |
| 25 tháng 11 năm 2009 | Bratislava            | Slovakia                             | Sibamac Arena                                |
| 27 tháng 11 năm 2009 | Zagreb                | Croatia                              | Arena Zagreb                                 |
| 29 tháng 11 năm 2009 | Bamberg               | Đức                                  | Jako Arena                                   |
| 30 tháng 11 năm 2009 | Praha                 | Cộng hòa Séc                         | O2 Arena                                     |
| 2 tháng 12 năm 2009  | Helsinki              | Phần Lan                             | Hartwall Areena                              |
| 4 tháng 12 năm 2009  | Stockholm             | Thụy Điển                            | Hovet                                        |
| 5 tháng 12 năm 2009  | Oslo                  | Na Uy                                | Oslo Spektrum                                |
| 6 tháng 12 năm 2009  | Luân Đôn              | Anh                                  | The O2 Arena                                 |
| 8 tháng 12 năm 2009  | Copenhagen            | Đan Mạch                             | Valby-Hallen                                 |
| 10 tháng 12 năm 2009 | Sankt-Peterburg       | Nga                                  | Ice Palace                                   |
| 11 tháng 12 năm 2009 | Moskva                | Nga                                  | Crocus City Hall                             |
| 13 tháng 12 năm 2009 | Kiev                  | Ukraina                              | Kiev Palace of Sports                        |
| 15 tháng 12 năm 2009 | Belgrade              | Serbia                               | Belgrade Arena                               |
| Châu Á               |                       |                                      |                                              |
| 17 tháng 12 năm 2009 | Dubai                 | Các Tiểu vương quốc Ả Rập Thống nhất | Palladium Auditorium                         |
| 5 tháng 2 năm 2010   | Saitama               | Nhật Bản                             | Saitama Super Arena                          |
| 6 tháng 2 năm 2010   | Saitama               | Nhật Bản                             | Saitama Super Arena                          |
| 7 tháng 2 năm 2010   | Saitama               | Nhật Bản                             | Saitama Super Arena                          |
| 9 tháng 2 năm 2010   | Kobe                  | Nhật Bản                             | Kobe World Kinen Hall                        |
| 10 tháng 2 năm 2010  | Kobe                  | Nhật Bản                             | Kobe World Kinen Hall                        |
| 11 tháng 2 năm 2010  | Kobe                  | Nhật Bản                             | Kobe World Kinen Hall                        |
| 14 tháng 2 năm 2010  | Nagoya                | Nhật Bản                             | Nippon Gaishi Hall                           |
| 15 tháng 2 năm 2010  | Nagoya                | Nhật Bản                             | Nippon Gaishi Hall                           |
| 17 tháng 2 năm 2010  | Tokyo                 | Nhật Bản                             | Tokyo International Forum                    |
| 18 tháng 2 năm 2010  | Tokyo                 | Nhật Bản                             | Nippon Budokan                               |
| 20 tháng 2 năm 2010  | New Delhi             | Ấn Độ                                | NSIC Exhibition Grounds                      |
| 21 tháng 2 năm 2010  | Bangalore             | Ấn Độ                                | Bangalore Palace Grounds                     |
| 24 tháng 2 năm 2010  | Seoul                 | Hàn Quốc                             | Melon-AX Hall                                |
| 25 tháng 2 năm 2010  | Đài Bắc               | Đài Loan                             | Nhà thi đấu Đài Bắc                          |
| 27 tháng 2 năm 2010  | Quezon                | Philippines                          | Araneta Coliseum                             |
| 28 tháng 2 năm 2010  | Marina Centre         | Singapore                            | SSICEC Convention Hall                       |
| Australasia          |                       |                                      |                                              |
| 2 tháng 3 năm 2010   | Perth                 | Úc                                   | Challenge Stadium                            |
| 5 tháng 3 năm 2010   | Melbourne             | Úc                                   | Rod Laver Arena                              |
| 6 tháng 3 năm 2010   | Sydney                | Úc                                   | Sydney Entertainment Centre                  |
| 8 tháng 3 năm 2010   | Brisbane              | Úc                                   | Brisbane Entertainment Centre                |
| 11 tháng 3 năm 2010  | Auckland              | New Zealand                          | Vector Arena                                 |
| Asia                 |                       |                                      |                                              |
| 14 tháng 3 năm 2010  | Thượng Hải            | Trung Quốc                           | Shanghai International Gymnastic Center      |
| 15 tháng 3 năm 2010  | Thượng Hải            | Trung Quốc                           | Shanghai International Gymnastic Center      |
| 14 tháng 3 năm 2010  | Bắc Kinh              | Trung Quốc                           | Nhà thi đấu Ngũ Khỏa Tùng                    |
| Bắc Mỹ               |                       |                                      |                                              |
| 11 tháng 4 năm 2010  | Napa                  | Hoa Kỳ                               | Napa Valley Opera House                      |
| 23 tháng 5 năm 2010  | Thành phố New York    | Hoa Kỳ                               | Highline Ballroom                            |
| 29 tháng 5 năm 2010  | Miami                 | Hoa Kỳ                               | Waterfront Theater                           |
| 31 tháng 5 năm 2010  | Clearwater            | Hoa Kỳ                               | Ruth Eckerd Hall                             |
| 1 tháng 6 năm 2010   | Orlando               | Hoa Kỳ                               | Hard Rock Live                               |
| 3 tháng 6 năm 2010   | Atlanta               | Hoa Kỳ                               | Chastain Park Amphitheater                   |
| 4 tháng 6 năm 2010   | Biloxi                | Hoa Kỳ                               | Studio A                                     |
| 5 tháng 6 năm 2010   | Valdosta              | Hoa Kỳ                               | All-Starr Amphitheater                       |
| 6 tháng 6 năm 2010   | Raleigh               | Hoa Kỳ                               | Raleigh Amphitheatre                         |
| 8 tháng 6 năm 2010   | Boston                | Hoa Kỳ                               | Bank of America Pavilion                     |
| 9 tháng 6 năm 2010   | Vienna                | Hoa Kỳ                               | Wolf Trap Filene Center                      |
| 10 tháng 6 năm 2010  | thành phố New York    | Hoa Kỳ                               | Hammerstein Ballroom                         |
| 12 tháng 6 năm 2010  | Atlantic City         | Hoa Kỳ                               | Etess Arena                                  |
| 13 tháng 6 năm 2010  | West Long Branch      | Hoa Kỳ                               | Multipurpose Activity Center                 |
| 15 tháng 6 năm 2010  | Uncasville            | Hoa Kỳ                               | Mohegan Sun Arena                            |
| 17 tháng 6 năm 2010  | Highland Park         | Hoa Kỳ                               | Ravinia Park Pavilion                        |
| 18 tháng 6 năm 2010  | Clarkston             | Hoa Kỳ                               | DTE Energy Music Theatre                     |
| 21 tháng 6 năm 2010  | Kansas City           | Hoa Kỳ                               | Midland Theatre                              |
| 22 tháng 6 năm 2010  | Broomfield            | Hoa Kỳ                               | 1stBank Center                               |
| 23 tháng 6 năm 2010  | Salt Lake City        | Hoa Kỳ                               | EnergySolutions Arena                        |
| 25 tháng 6 năm 2010  | Temecula              | Hoa Kỳ                               | Pechanga Showroom Theater                    |
| 26 tháng 6 năm 2010  | Los Angeles           | Hoa Kỳ                               | Gibson Amphitheatre                          |
| 27 tháng 6 năm 2010  | San Francisco         | Hoa Kỳ                               | Warfield Theater                             |
| 28 tháng 6 năm 2010  | San Francisco         | Hoa Kỳ                               | Warfield Theater                             |
| 30 tháng 6 năm 2010  | Reno                  | Hoa Kỳ                               | Grand Theatre                                |
| 1 tháng 7 năm 2010   | Fresno                | Hoa Kỳ                               | Save Mart Center                             |
| 2 tháng 7 năm 2010   | Las Vegas             | Hoa Kỳ                               | Bãi biển tại vịnh Mandalay                   |
| 24 tháng 7 năm 2010  | Boise                 | Hoa Kỳ                               | Công viên Ann Morrison                       |
| 4 tháng 8 năm 2010   | Wenatchee             | Hoa Kỳ                               | Town Toyota Center                           |
| 5 tháng 8 năm 2010   | Kent                  | Hoa Kỳ                               | ShoWare Center                               |
| 6 tháng 8 năm 2010   | Vancouver             | Canada                               | Rogers Arena                                 |
| 8 tháng 8 năm 2010   | Calgary               | Canada                               | Pengrowth Saddledome                         |
| 9 tháng 8 năm 2010   | Edmonton              | Canada                               | Rexall Palace                                |
| 11 tháng 8 năm 2010  | Winnipeg              | Canada                               | MTS Centre                                   |
| 14 tháng 8 năm 2010  | Toronto               | Canada                               | Molson Amphitheatre                          |
| 16 tháng 8 năm 2010  | Montréal              | Canada                               | Bell Centre                                  |
| 18 tháng 8 năm 2010  | Halifax               | Canada                               | Halifax Metro Centre                         |
| 19 tháng 8 năm 2010  | Saint John            | Canada                               | Harbour Station                              |
| 21 tháng 8 năm 2010  | St. John's            | Canada                               | Mile One Stadium                             |
| 22 tháng 8 năm 2010  | Baltimore             | Hoa Kỳ                               | Pier Six Concert Pavilion                    |
| 23 tháng 8 năm 2010  | Lincoln               | Hoa Kỳ                               | Twin River Event Center                      |
| 25 tháng 8 năm 2010  | Pittsburgh            | Hoa Kỳ                               | Trib Total Media Amphitheatre                |
| 26 tháng 8 năm 2010  | thành phố New York    | Hoa Kỳ                               | Hammerstein Ballroom                         |
| 27 tháng 8 năm 2010  | Cleveland             | Hoa Kỳ                               | Nautica Pavilion                             |
| 28 tháng 8 năm 2010  | Cincinnati            | Hoa Kỳ                               | PNC Pavilion                                 |
| 8 tháng 12 năm 2010  | Miami                 | Hoa Kỳ                               | Byron Carlyle Theater                        |
| 9 tháng 12 năm 2010  | Miami                 | Hoa Kỳ                               | Destiny Palladium                            |
| 10 tháng 12 năm 2010 | Miami                 | Hoa Kỳ                               | Destiny Palladium                            |
| 11 tháng 12 năm 2010 | Miami                 | Hoa Kỳ                               | Destiny Palladium                            |
| 12 tháng 12 năm 2010 | Miami                 | Hoa Kỳ                               | Destiny Palladium                            |
| 13 tháng 12 năm 2010 | Miami                 | Hoa Kỳ                               | Destiny Palladium                            |
| Mỹ Latinh            |                       |                                      |                                              |
| 18 tháng 2 năm 2011  | Recife                | Brasil                               | Chevrolet Hall                               |
| 20 tháng 2 năm 2011  | Brasília              | Brasil                               | Nilson Nelson Gymnasium                      |
| 23 tháng 2 năm 2011  | Belo Horizonte        | Brasil                               | Chevrolet Hall                               |
| 25 tháng 2 năm 2011  | Rio de Janeiro        | Brasil                               | Citibank Hall                                |
| 26 tháng 2 năm 2011  | São Paulo             | Brasil                               | Credicard Hall                               |
| 1 tháng 3 năm 2011   | Buenos Aires          | Argentina                            | Luna Park                                    |
| 3 tháng 3 năm 2011   | Santiago              | Chile                                | Movistar Arena                               |
| 5 tháng 3 năm 2011   | Lima                  | Perú                                 | Jockey Club del Perú                         |
| 8 tháng 3 năm 2011   | Quito                 | Ecuador                              | Coliseo General Rumiñahui                    |
| 10 tháng 3 năm 2011  | Caracas               | Venezuela                            | Terraza del Centro Ciudad Comercial Tamanaco |
| 12 tháng 3 năm 2011  | Thành phố Panama      | Panama                               | Teatro Anayansi                              |
| 14 tháng 3 năm 2011  | Zapopan               | México                               | Auditorio Telmex                             |
| 16 tháng 3 năm 2011  | Mexico City           | México                               | Auditorio Nacional                           |
| 18 tháng 3 năm 2011  | Monterrey             | México                               | Arena Monterrey                              |
| Châu Á               |                       |                                      |                                              |
| 24 tháng 3 năm 2011  | Thành phố Hồ Chí Minh | Việt Nam                             | Sân vận động Quân khu 7                      |
| 26 tháng 3 năm 2011  | Hà Nội                | Việt Nam                             | Sân vận động Quốc gia Mỹ Đình                |

Bị hủy bỏ
| 8 tháng 12 năm 2010  | Kiev, Ukraine  | Kiev Internationl Exhibition Centre | Buổi diễn bị dời đến ngày 13 tháng 12 năm 2009 tại Kiew Palace of Sports |
| 13 tháng 12 năm 2009 | Minsk, Belarus | Minsk Sports Palace                 | Bị hủy bỏ                                                                |